# Кондіно
Кондіно (італ. Condino) — колишній муніципалітет в Італії, у регіоні Трентіно-Альто-Адідже,  провінція Тренто. З 1 січня 2016 року Кондіно є частиною новоствореного муніципалітету Борго-Кєзе.
Кондіно розташоване на відстані близько 470 км на північ від Рима, 45 км на південний захід від Тренто.
Населення — 1515 осіб (2014).

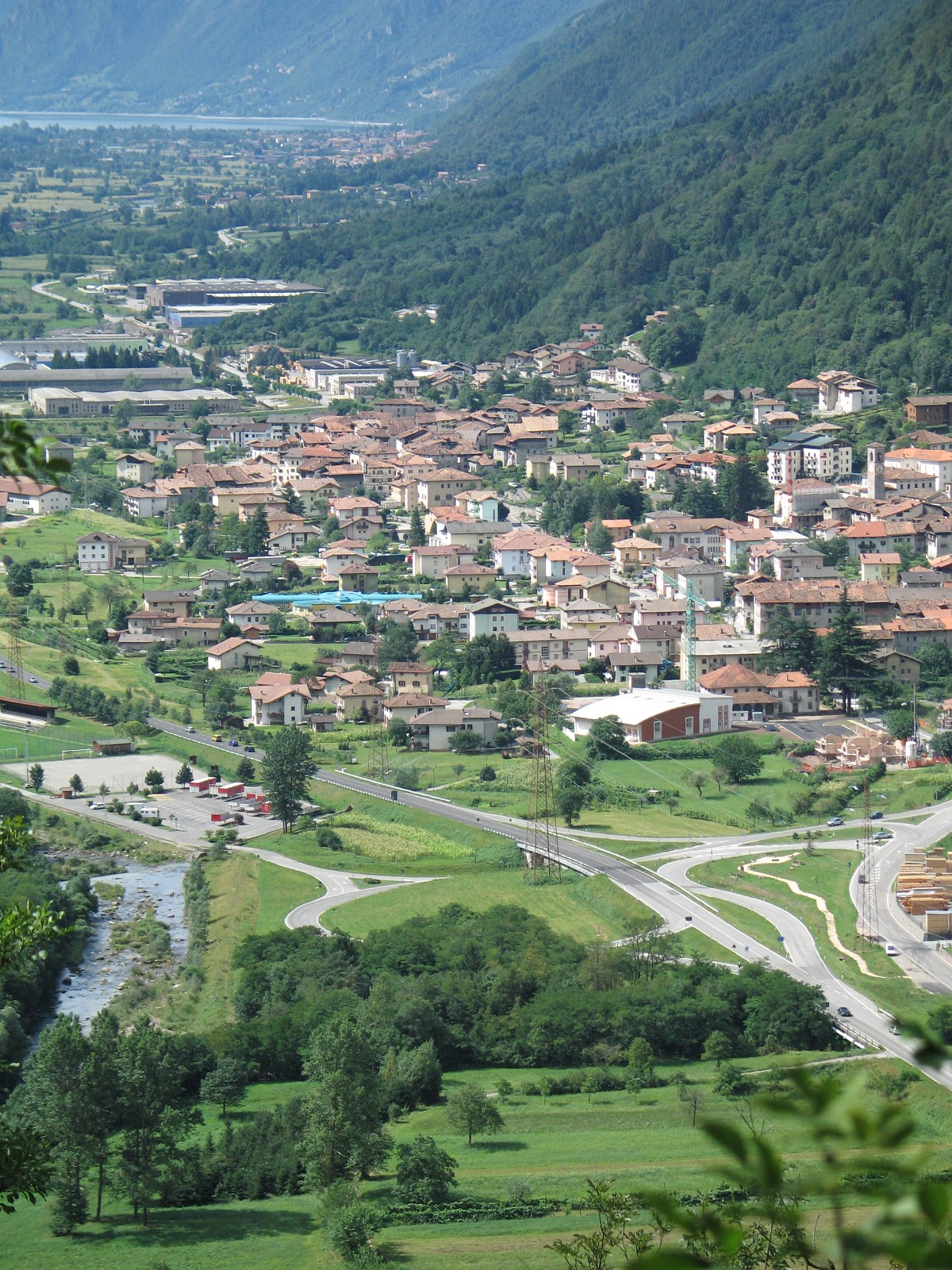

Щорічний фестиваль відбувається 15 серпня. Покровителька — Богородиця Небовзята.

## Демографія
Населення за роками:

Станом на 31 грудня 2014 року в муніципалітеті офіційно проживали 74 іноземці з 15 країн, серед них 15 громадян країн Євросоюзу та 1 громадянин України.

## Сусідні муніципалітети
- Баголіно
- Брено
- Бріоне
- Кастель-Кондіно
- Чимего
- Даоне
- Сторо
- Тіарно-ді-Сопра